# Aphyllorchis pallida
Aphyllorchis pallida är en orkidéart som beskrevs av Carl Ludwig von Blume. Aphyllorchis pallida ingår i släktet Aphyllorchis och familjen orkidéer. Inga underarter finns listade i Catalogue of Life.